# Johan Adelheim
Johan Adelheim, före adlandet Borgström, född 1695, död 17 mars 1763 på Södra Dingelvik i Steneby socken, var en svensk ämbetsman och brukspatron.

## Biografi
Borgström blev student vid Uppsala universitet 1712 och auskultant vid Göta hovrätt 1715. Han var kanslist vid generalauditörsexpeditionen 1717. Han blev häradshövding i Väse, Ölme och Visnums härader 1718, men erhöll avsked från häradsrätterna 1719 för att driva sina egna bruksrörelser. Han erhöll hovrättsassessors avsked 1739 och fick bergsråds titel 1758. Han blev ledamot nummer 53 av Kungliga Vetenskapsakademien 1740 men han uteslöts från akademien 1748.
Borgström adlades Adelheim 1743 och introducerades 1746 under nummer 1886. Borgström blev genom arv, sina tre giften och eget arbete en av Dalslands och Värmlands mera betydande bruksägare. Han anlade bland annat Treskogs kopparverk och Fredros koppar- och järnverk, båda i Gunnarskogs socken Värmlands län, samt arbetade för återupprättandet av Finnmosse gruva i Nordmarks socken, dessutom drev han flera gods, bland annat ägde han Säby 1744–1745, Munkfors bruk 1732–1763, Valåsen 1751–1758 och Älvviksholm 1730–1763.

## Familj
Johan Adelheim var son till brukspatronen på Borgvik Erik Nilsson Borgström (1660–1720) och Catharina Juliana Ysing (1672–1751) samt dotterson till brukspatronen på Valåsen Johan Gertsson Ysing (1639–1715). Han var gift första gången 1731 med Brita Bratt (1710–1732) som var dotter till brukspatronen Lars Johansson Bratt (1688–1744) på Munkfors bruk och gift andra gången från 1739 med Anna Lisa Hjertzeel (1700–1745) som var dotter till handelsborgmästaren i Göteborg Gustaf Hjertzeel (1674–1712) och gift tredje gången från 1755 med Christina Magdalena Roos (1719–1784) som var dotter till generallöjtnanten Axel Erik Roos (1684–1765). Han blev far till fyra barn, varav sonen Erik Adolf Adelheim (1743–1778) blev brukspatron och gränskommissarie i Värmland. Han var bror till brukspatronen på Borgvik Erik Eriksson Borgström.
Johan Adelheim avled 17 mars 1763 på Södra Dingelvik "sedan han dagen förut uppbränt alla sina manuskript i magia naturalia, varuti han både med urskillning och flit samlat, försökt och arbetat i många år, samt hunnit till en ovanligt hög och förundransvärd kunskap, därom många besynnerliga anekdoter omtalades", och begravdes 29 mars 1763.